# Motor față, tracțiune integrală

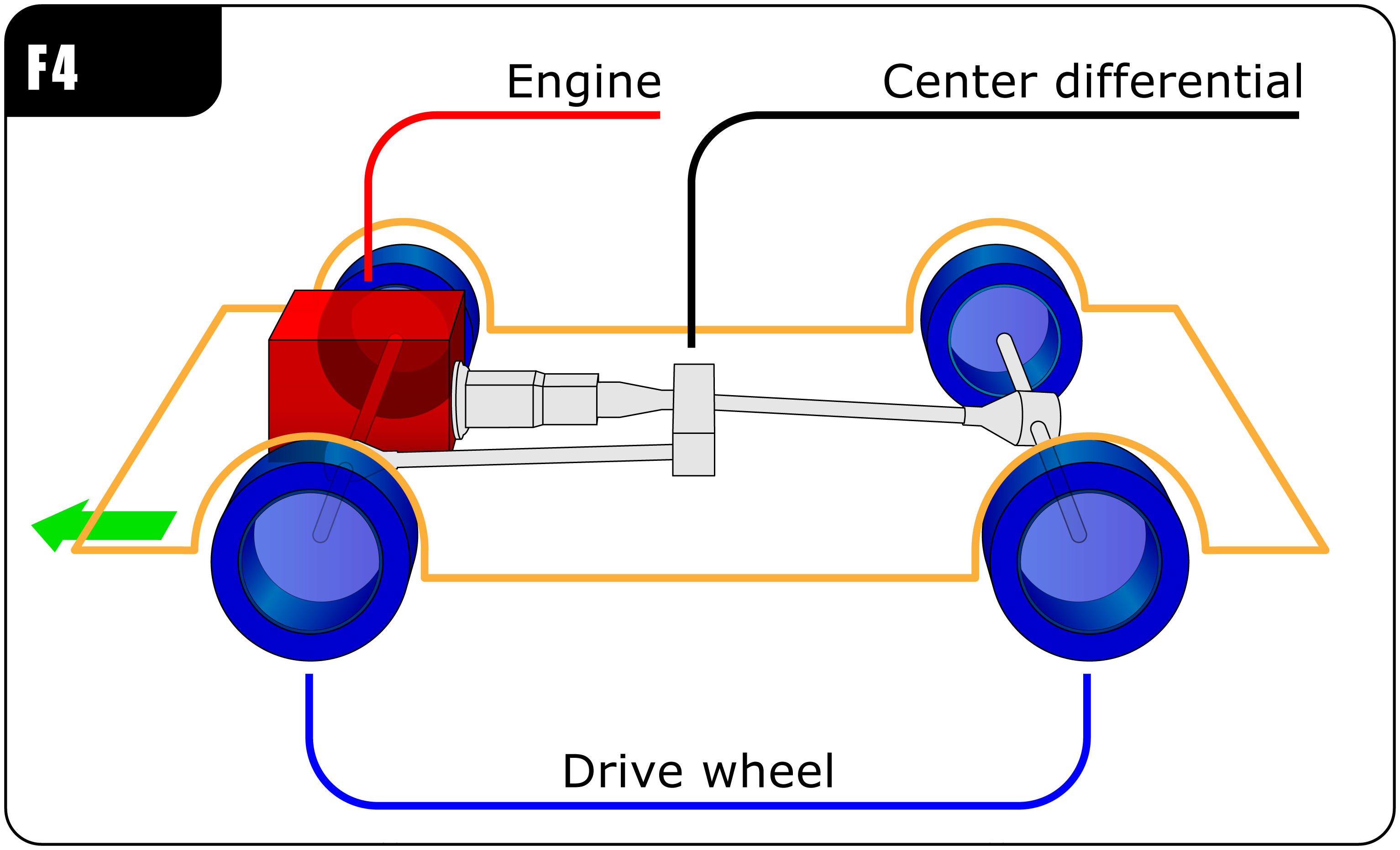
Motor față, tracțiune integrală

Tracțiunea integrală este un tip de transmitere a forței motrice a unui vehicul de la motor la roți. În designul auto, o configurație F4, sau cu motor frontal, cu tracțiune integrală (4WD), plasează motorul cu ardere internă în partea din față a vehiculului și acționează toate cele patru roți de rulare. Această dispunere este aleasă de obicei pentru un control mai bun pe mai multe suprafețe și reprezintă o parte importantă a curselor de raliu, precum și a conducerii off-road.